# Casa Memorială „Dimitrie Anghel” din Cornești
Casa memorială „Dimitrie Anghel” de la Cornești a fost un muzeu memorial înființat în casa în care s-a născut și a trăit poetul simbolist Dimitrie Anghel (1872-1914) în satul Cornești din comuna Miroslava (județul Iași).
Casa memorială „Dimitrie Anghel” de la Cornești (sau Casa Anghel) a fost inclusă pe Lista monumentelor istorice din județul Iași din anul 2015, la numărul 1349, având codul  IS-II-m-B-04131 .

## Istoric
Conacul datează din secolul al XIX-lea, fiind construit în anul 1840 de către familia boierească Beldiman, în spatele bisericii din sat (ctitorită de aceeași familie în 1833). Ulterior a aparținut lui Dimitrie Anghel (n. 1833), tatăl poetului Dimitrie Anghel. Moșierul a modernizat activitățile agricole de pe moșia sa.
În această casă s-a născut la data de 16 iulie 1872 Dimitrie Anghel, „poetul florilor”. El a trăit primii ani ai copilăriei la conacul părintesc, înconjurat de o grădină plină de flori.
În anul 1971, a fost amenajat un muzeu în casa în care s-a născut poetul , muzeu ce aparținea de Muzeul Literaturii Române din Iași. În muzeu erau expuse manuscrise, reviste, ediții de poezii, fotocopii, cărțile poetului Dimitrie Anghel (1872-1914). În perioada comunistă, Casa memorială „Dimitrie Anghel” de la Cornești figura pe hărțile turistice ca un important loc de vizitat din afara municipiului Iași.
După cum își amintesc unii săteni din Cornești, conacul Anghel era o casă frumoasă, cu o grădină plină de flori, o livadă de pruni, cu un beci de câțiva zeci de metri lungime, hambare, grajduri mari în partea din spate, velnițe de rachiu etc. Aici s-au ținut și baluri.
După Revoluția din decembrie 1989, Casa memorială „Dimitrie Anghel” de la Cornești a fost închisă temporar pentru restaurare. Ea a fost demolată de către locuitorii din sat care au furat tot din casă, luând până și cărămida din fundația casei. Cărțile din casa memorială au fost adăpostite la școala din sat care poartă numele poetului.
În anul 2008, pe locul unde s-a aflat Casa memorială „Dimitrie Anghel” nu mai era decât un morman de moloz, resturi dintr-un beci, toate acestea fiind năpădite de buruieni care aproape că le ascundeau cu totul.

## Fotogalerie

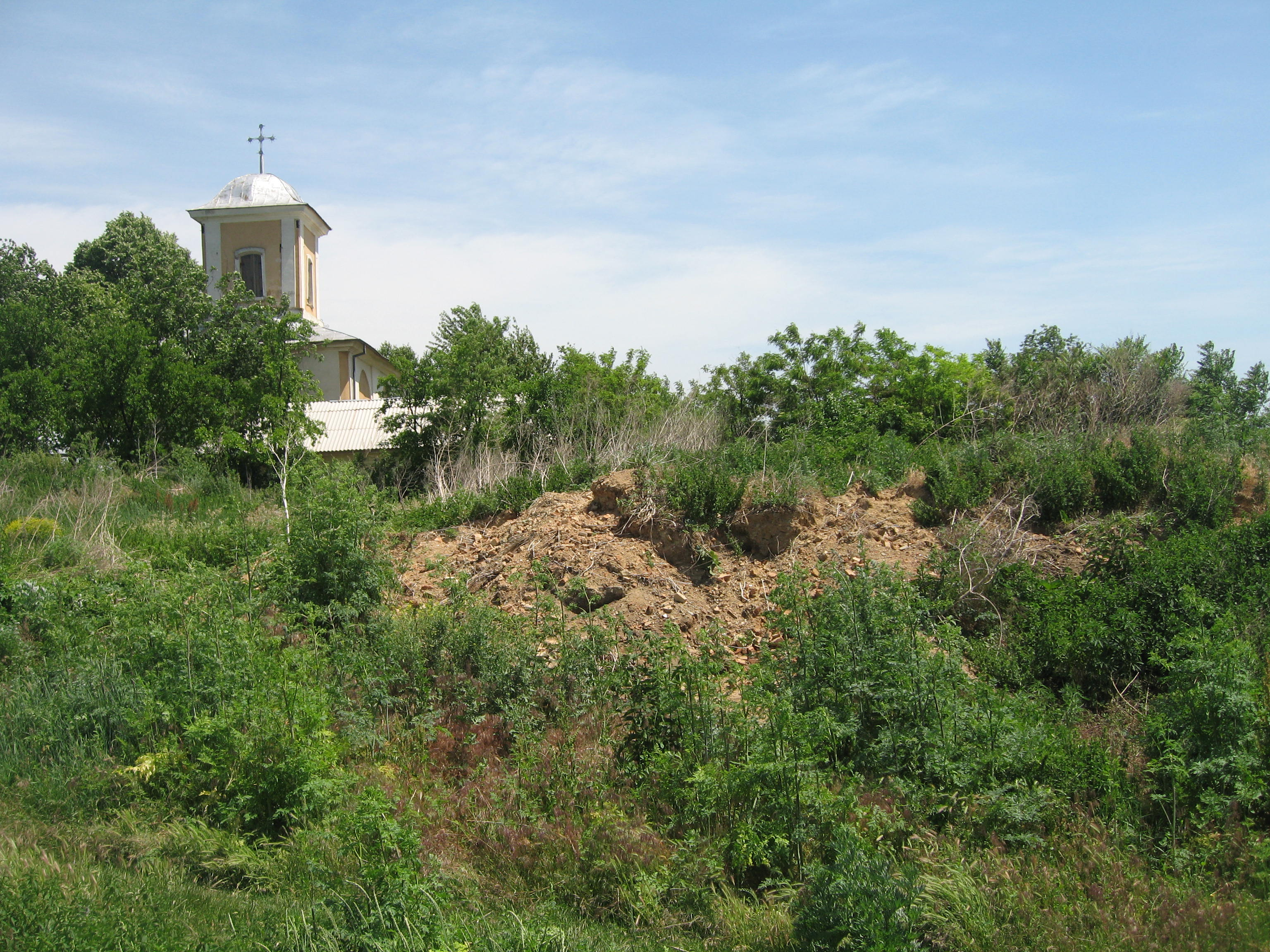
Locul unde a fost conacul și biserica
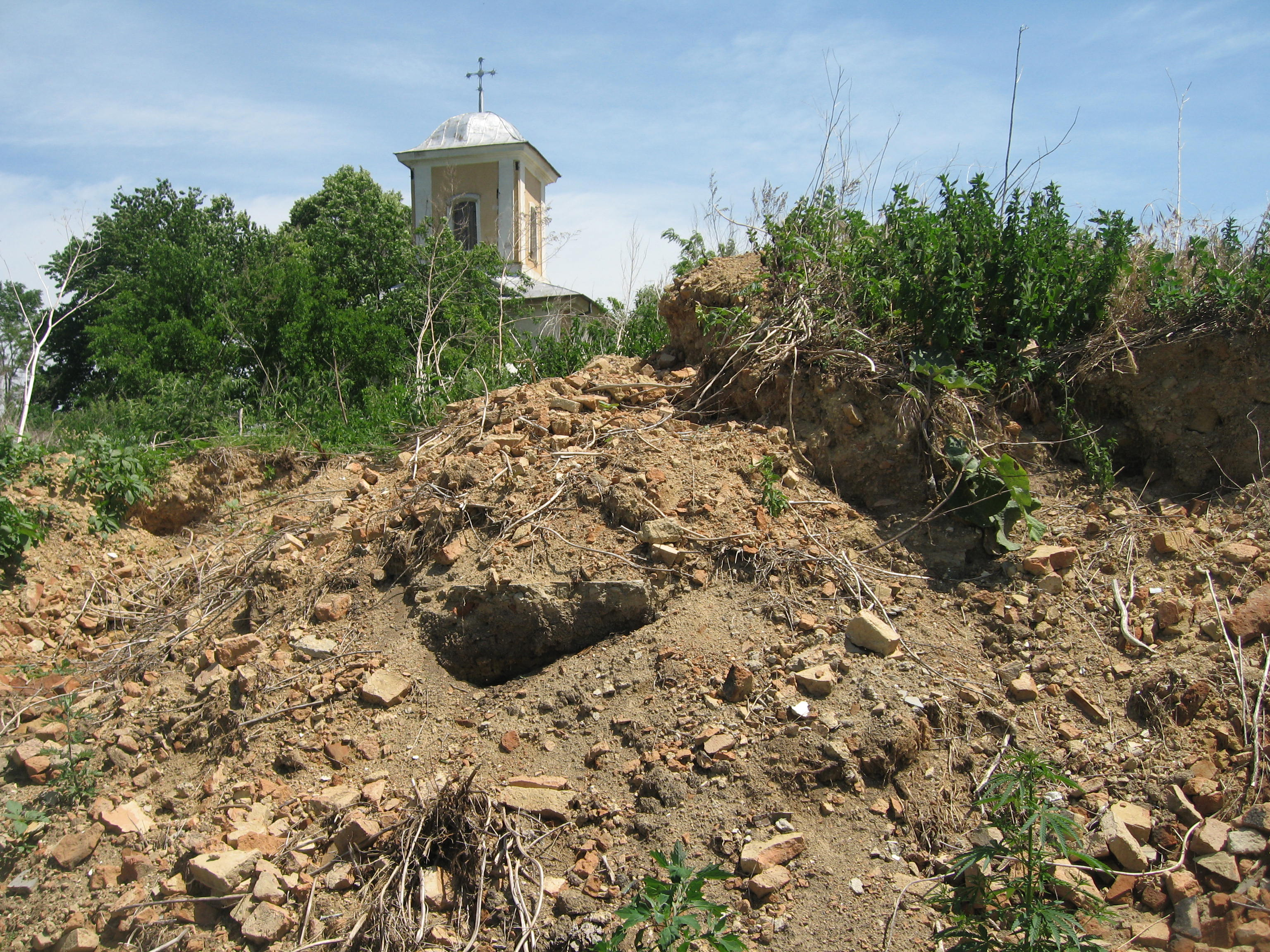
Locul unde a fost conacul și biserica
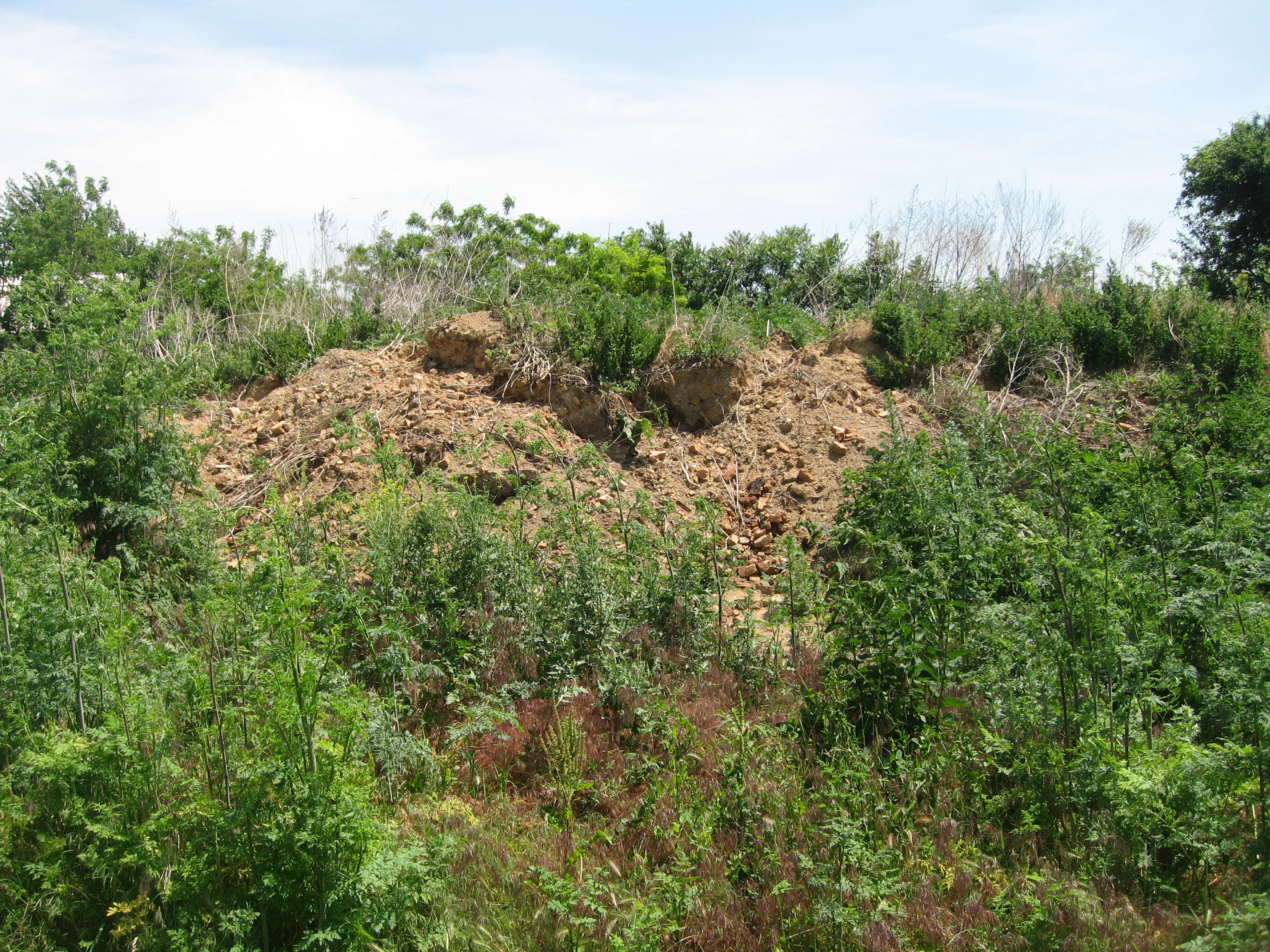
Morman de moloz pe locul unde a fost casa
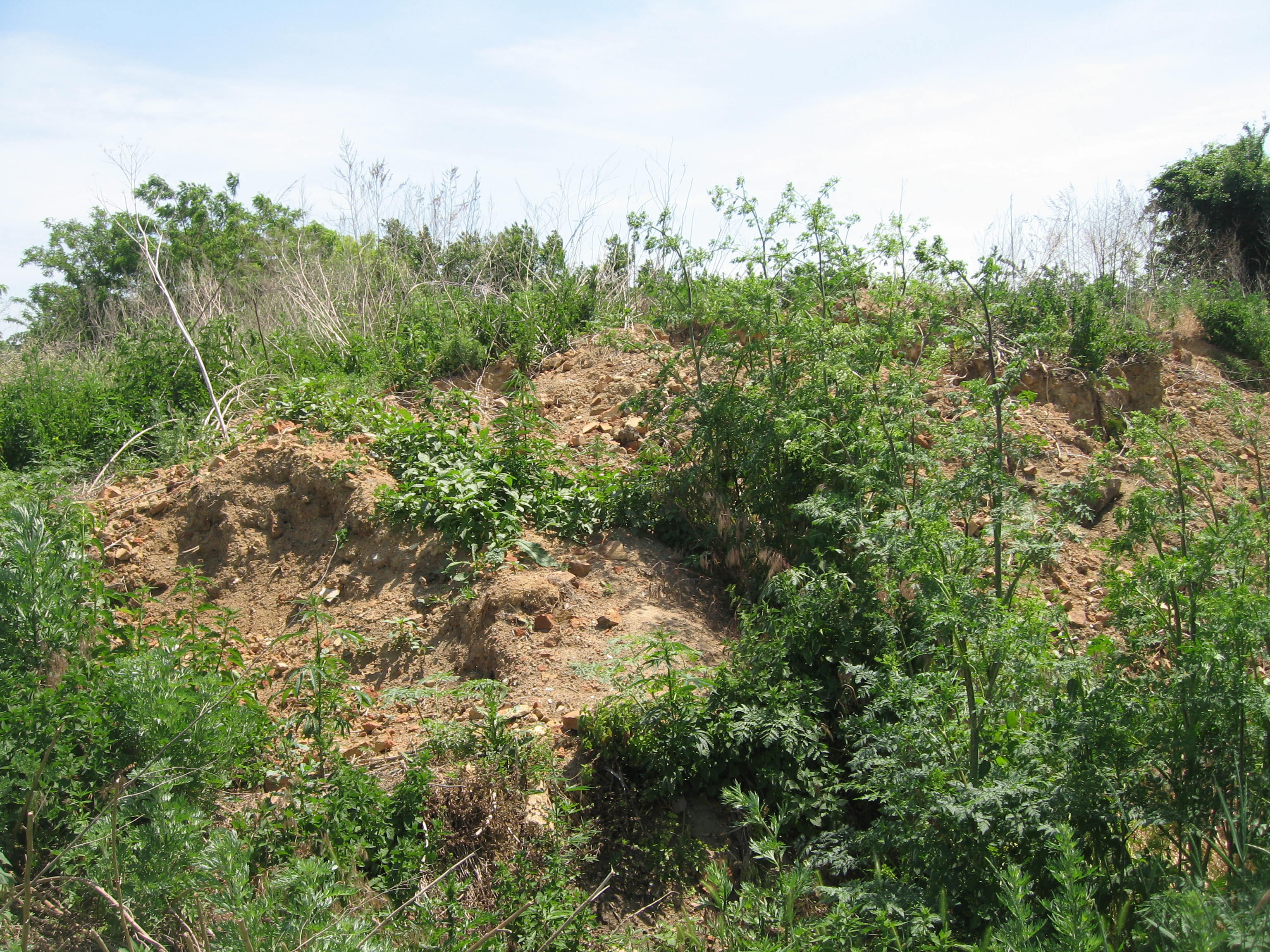
Morman de moloz pe locul unde a fost casa
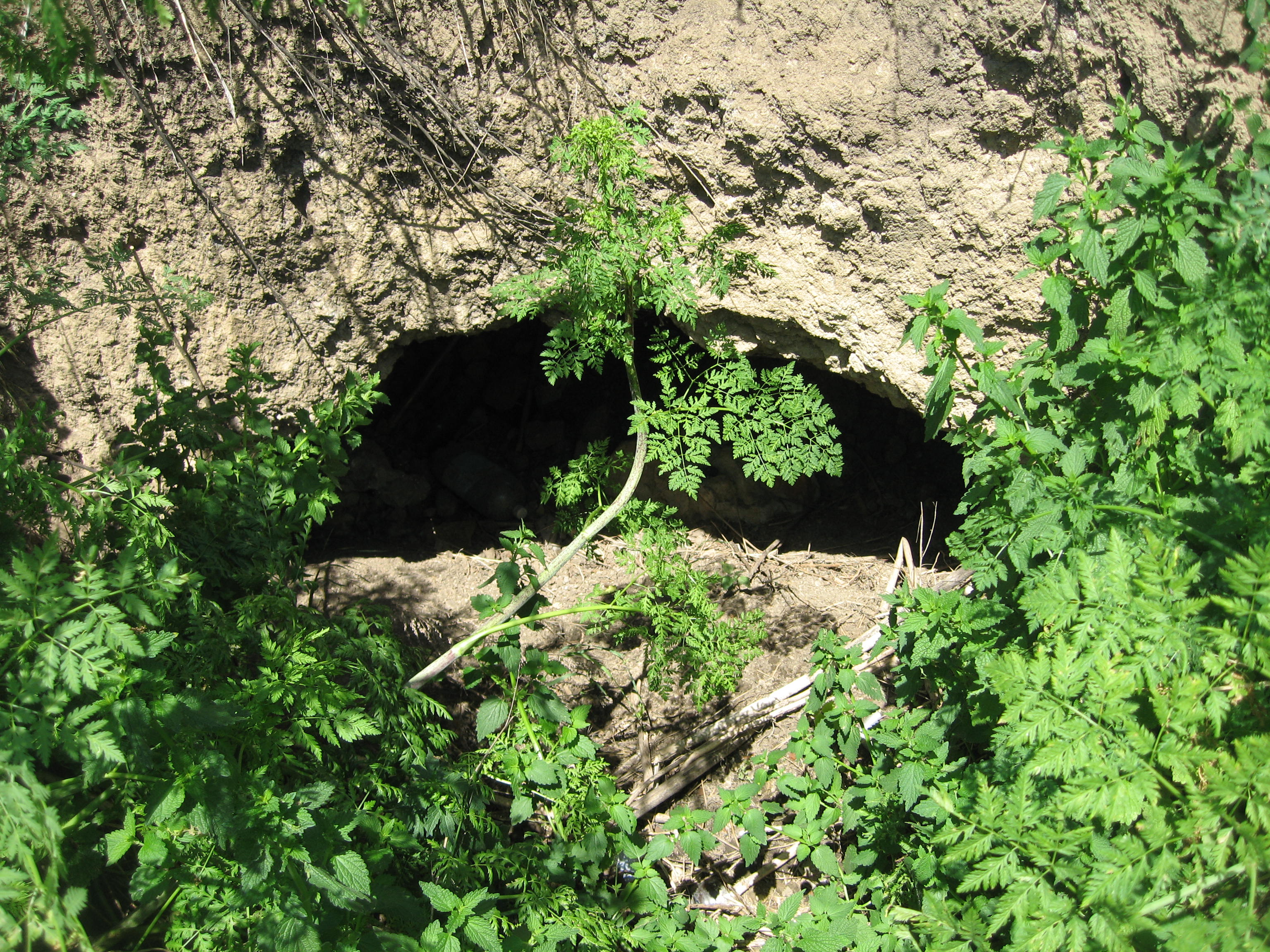
Resturi dintr-un beci
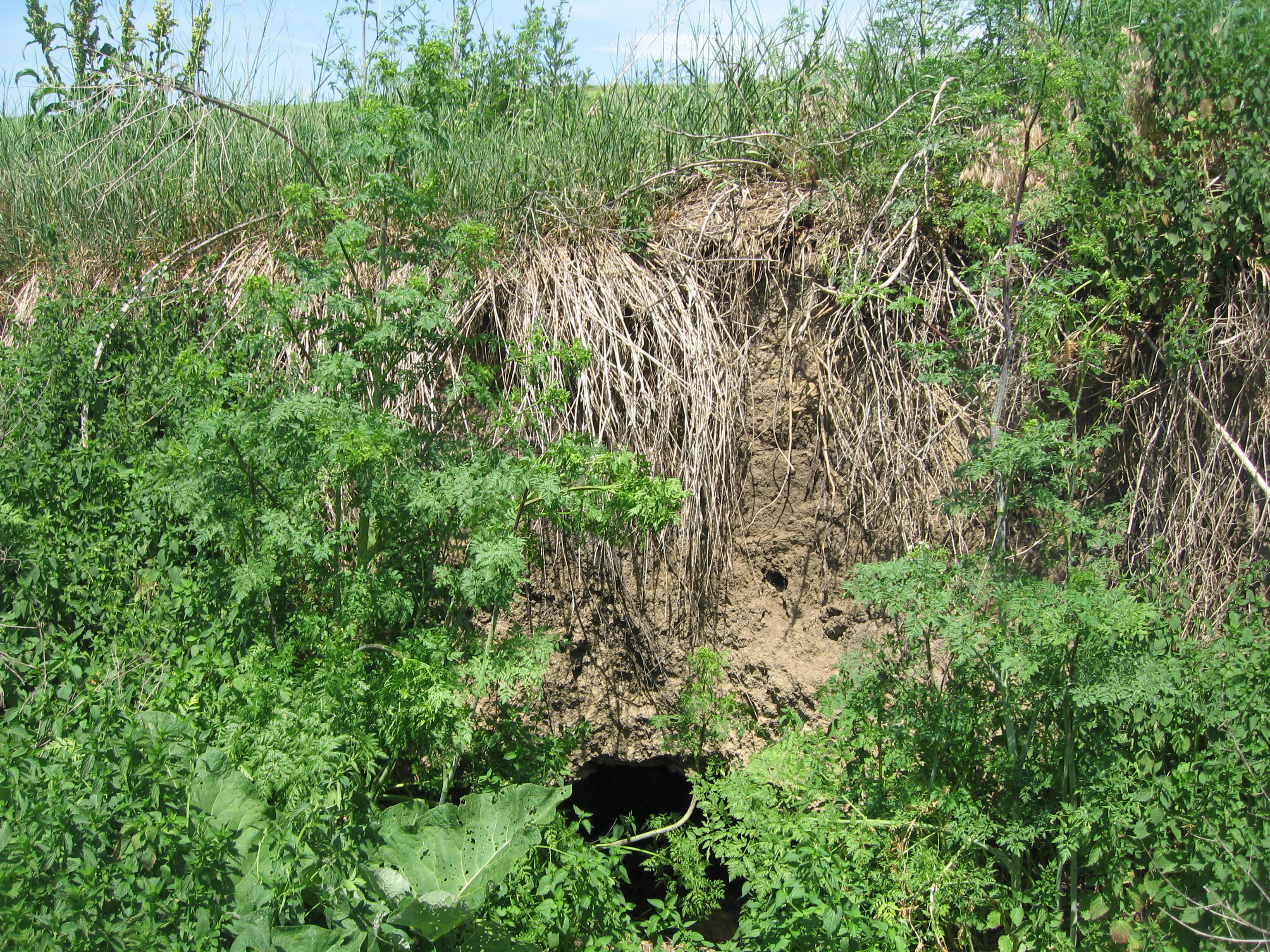
Resturi dintr-un beci